# 引力坍缩

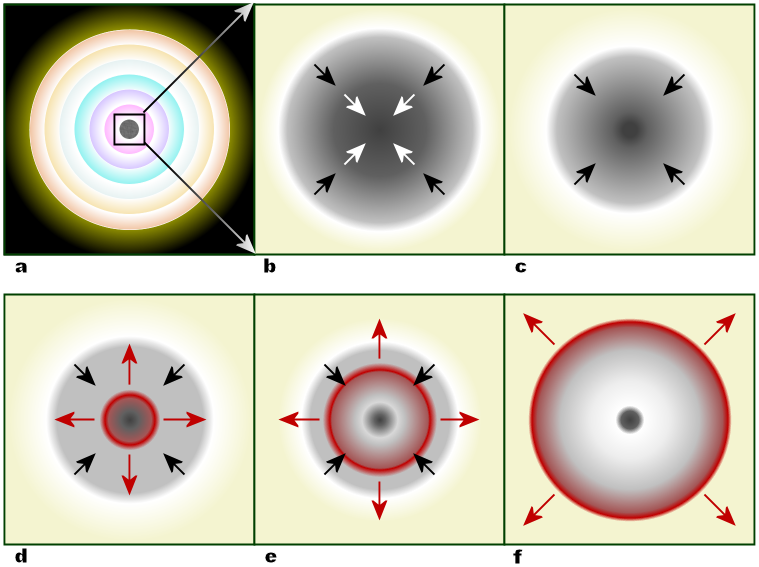
恆星的引力坍縮

引力坍缩是天体物理学上恒星或星际物质在自身物质的引力作用下向内塌陷的过程，产生这种情况的原因是恒星本身不能提供足够的作用力以平衡自身的引力，从而无法继续维持原有的流体静力学平衡，引力使恒星物质彼此拉近而产生坍缩。在天文学中，恒星形成或衰亡的过程都会经历相应的引力坍缩。特别地，引力坍缩被认为是Ib和Ic型超新星以及II型超新星形成的机制，大质量恒星坍缩成恆星黑洞时的引力坍缩也有可能是伽玛射线暴的形成机制之一。至今人们对引力坍缩在理论基础上还不十分了解，很多细节仍然没有得到理论上的完善阐释。由于在引力坍缩中很有可能伴随着引力波的释放，通过对引力坍缩进行计算机数值模拟以预测其释放的引力波波形是当前引力波天文学界研究的课题之一。

## 恒星形成中的引力坍缩
恒星形成于星际间尘埃和气体构成的巨型星云，这些星云中的粒子通常状态下以高速随机运动，彼此间的引力不足以将它们压缩到一起。但当外界条件（例如临近的超新星爆发或者其他激变事件的发生）允许时，这些星云被足够强的压力压缩以至于引力能够克服这些粒子的运动使它们彼此靠拢。于是星云开始引力坍缩的过程，并且其速度越来越快，由于角动量守恒的制约最终从原先庞大的星云中分离出许多小的但更致密的星云，这一过程也经常称作引力凝聚（gravitational condensation）。这些星云继续在自身的引力作用下发生坍缩，同时坍缩的能量不断转化成星云的内能，在星云内部产生向外的辐射压，这个辐射压能够通过平衡向内的引力逐渐减缓并最终停止引力坍缩。当辐射压与引力彼此平衡时，星云坍缩为一个具有一定密度的球体，这被称作原恒星。原恒星的周围仍然充斥着厚重的星际气体和尘埃。天文学家已经观测到部分引力凝聚的过程，但这一过程还没有得到全面的了解。
一个约大于1/10倍太阳质量的原恒星能够具有足够高的温度和密度发生氢核聚变，从而能够演化为主序星，在主序星阶段提供恒星辐射压的主要来源就是这种氢核聚变。而小于这一质量的原恒星只能形成褐矮星或次恒星天体，它们不能进行氢核聚变，但有些可以进行氘核聚变；更小的原恒星只有成为行星的可能，正如太阳系中的大行星那样。

## 恒星衰亡中的引力坍缩
我们主要详细讨论恒星衰亡中的引力坍缩过程，这发生在恒星演化的最后阶段。由于支持恒星的辐射压来自于恒星内部轻元素到重元素的聚变而产生的热量，当恒星的核燃料消耗殆尽后，恒星的温度会逐渐冷却，辐射压从而逐渐不能平衡恒星自身的引力而产生坍缩，而恒星的半径会逐渐减小。从物理上研究引力坍缩的基础是广义相对论，因此我们考虑如下的恒星模型。

### 恒星的相对论模型
由于一个理想化的恒星是各向同性的球体，它的引力场应该也是球对称的，我们考虑一个一般化的定态球对称度规：
{\displaystyle ds^{2}=-e^{2\alpha (r)}dt^{2}+e^{2\beta (r)}dr^{2}+r^{2}d\Omega ^{2}\,}
这里{\displaystyle \alpha (r)\,}和{\displaystyle \beta (r)\,}都是一般化的函数，它们只与恒星引力场的径向分量{\displaystyle r\,}有关。
将这个引力场与恒星本身物质建立联系的是爱因斯坦场方程：
{\displaystyle G_{\mu \nu }=R_{\mu \nu }-{\frac {1}{2}}Rg_{\mu \nu }=8\pi GT_{\mu \nu }\,}
其中爱因斯坦张量{\displaystyle G_{\mu \nu }\,}可由度规的形式直接写成
{\displaystyle G_{tt}={\frac {1}{r^{2}}}e^{2(\alpha -\beta )}\left(2r\partial _{r}\beta -1+e^{2\beta }\right)\,}
{\displaystyle G_{rr}={\frac {1}{r^{2}}}\left(2r\partial _{r}\alpha +1-e^{2\beta }\right)\,}
{\displaystyle G_{\theta \theta }=r^{2}e^{-2\beta }\left[\partial _{r}^{2}\alpha +\left(\partial _{r}\alpha \right)^{2}-\partial _{r}\alpha \partial _{r}\beta +{\frac {1}{r}}\left(\partial _{r}\alpha -\partial _{r}\beta \right)\right]\,}
{\displaystyle G_{\phi \phi }=\sin ^{2}\theta G_{\theta \theta }\,}
如果星体为一理想流体模型，则这一模型的能量-动量张量为
{\displaystyle T_{\mu \nu }=\left(\rho +p\right)U_{\mu }U_{\nu }+pg_{\mu \nu }\,}
其中{\displaystyle \rho \,}是理想流体的能量密度，{\displaystyle p\,}实际是星体的辐射压力，由于星体的各向同性它们都只是径向坐标{\displaystyle r\,}的函数；而{\displaystyle U_{\mu }\,}是四维速度，由于它应该是类时的，应该满足{\displaystyle U^{\mu }U_{\nu }=-1\,}的关系，因此根据度规的形式可得到
{\displaystyle U_{\mu }=\left(e^{\alpha },0,0,0\right)\,}
将这一形式代入能量-动量张量得到
{\displaystyle T_{\mu \nu }={\begin{pmatrix}e^{2\alpha }\rho &&&\\&e^{2\beta }p&&\\&&r^{2}p&\\&&&r^{2}\left(sin^{2}\theta \right)p\end{pmatrix}}}
由此我们可以得到独立分量的爱因斯坦方程，{\displaystyle tt\,}分量为
{\displaystyle {\frac {1}{r^{2}}}e^{-2\beta }\left(2r\partial _{r}\beta -1+e^{2\beta }\right)=8\pi G\rho \,}
{\displaystyle rr\,}分量为
{\displaystyle {\frac {1}{r^{2}}}e^{-2\beta }\left(2r\partial _{r}\alpha +1-e^{2\beta }\right)=8\pi Gp\,}
{\displaystyle \theta \theta \,}分量为
{\displaystyle e^{-2\beta }\left[\partial _{r}^{2}\alpha +\left(\partial _{r}\alpha \right)^{2}-\partial _{r}\alpha \partial _{r}\beta +{\frac {1}{r}}\left(\partial _{r}\alpha -\partial _{r}\beta \right)\right]=8\pi Gp\,}
由于{\displaystyle \phi \phi \,}分量和{\displaystyle \theta \theta \,}分量只差一个系数，两者是关联的，无需单独列出{\displaystyle \phi \phi \,}分量的方程。
注意到{\displaystyle tt\,}分量的方程中只含{\displaystyle \beta \,}和{\displaystyle \rho \,}，因此建立一个新函数{\displaystyle m(r)\,}并做如下代换
{\displaystyle m(r)={\frac {1}{2G}}\left(r-re^{2\beta }\right)\,}
从而有
{\displaystyle e^{2\beta }=\left[1-{\frac {2Gm(r)}{r}}\right]^{-1}\,}
代入度规得到
{\displaystyle ds^{2}=-e^{2\alpha (r)}dt^{2}+\left[1-{\frac {2Gm(r)}{r}}\right]^{-1}dr^{2}+r^{2}d\Omega ^{2}\,}
可见度规的分量{\displaystyle g_{rr}\,}具有史瓦西度规的一般化形式，但对于分量{\displaystyle g_{tt}\,}而言，爱因斯坦方程变为如下形式：
{\displaystyle {\frac {dm}{dr}}=4\pi r^{2}\rho \,}
考虑边界条件，这个最简单的微分方程的解是
{\displaystyle m(r)=4\pi \int _{0}^{r}\rho \left(r^{\prime }\right)r^{\prime 2}dr^{\prime }\,}
对于半径为{\displaystyle R\,}的星体，可知{\displaystyle m(R)\,}就是星体的（史瓦西）质量{\displaystyle M\,}，即
{\displaystyle M=m(R)=4\pi \int _{0}^{R}\rho (r)r^{2}dr\,}
而{\displaystyle m(r)\,}的物理意义似乎就是对星体内部的能量密度在半径{\displaystyle r\,}的范围内积分，亦即这一范围内的星体质量。不过，如果我们考虑在度规定义下的空间积分，积分的体元应该由下式给出
{\displaystyle {\sqrt {\gamma }}d^{3}x=e^{\beta }r^{2}\sin \theta drd\theta d\phi \,}
其中{\displaystyle \gamma \,}是由度规的空间分量给出的张量：
{\displaystyle \gamma _{ij}dx^{i}dx^{j}=e^{2\beta }dr^{2}+r^{2}d\theta ^{2}+r^{2}\sin ^{2}\theta d\phi ^{2}\,}
因此对空间的体积分应为
{\displaystyle {\begin{aligned}{\bar {M}}&=4\pi \int _{0}^{R}\rho (r)r^{2}e^{\beta (r)}dr\\&=4\pi \int _{0}^{R}{\frac {\rho (r)r^{2}}{\left[1-{\frac {2Gm(r)}{r}}\right]^{1/2}}}dr\end{aligned}}}
这种差异在物理上是由于引力的存在所导致的度规变化而产生的，因此它实际上来源于星体内部物质彼此间的引力相互作用，总体上表现为星体内在的束缚能量，即{\displaystyle E_{B}={\bar {M}}-M>0\,}，它表示了将星体内部的物质打散后抛到无限远处所需要的能量。
对于{\displaystyle rr\,}分量的爱因斯坦方程，如果用{\displaystyle m(r)\,}表示可写为
{\displaystyle {\frac {d\alpha }{dr}}={\frac {Gm(r)+4\pi Gr^{3}\rho }{r[r-2Gm(r)]}}\,}
考虑星体的能量-动量守恒：{\displaystyle \nabla _{\mu }T^{\mu \nu }=0\,}，由于{\displaystyle T^{\mu \nu }\,}和度规形式的关系，只有{\displaystyle \nabla _{r}T^{rr}\,}这一项是不平庸为零的。仅保留这一项后由动量-能量守恒关系得到
{\displaystyle (p+\rho ){\frac {d\alpha }{dr}}=-{\frac {dp}{dr}}\,}
将这一方程与上面得到的{\displaystyle rr\,}分量的爱因斯坦方程合并消去{\displaystyle \alpha (r)\,}，从而得到
{\displaystyle {\frac {dp}{dr}}=-{\frac {(\rho +p)\left[Gm(r)+4\pi Gr^{3}p\right]}{r[r-2Gm(r)]}}\,}
这一方程叫做托尔曼-奥本海默-沃尔科夫方程，或简单地称作恒星的流体静力学平衡方程。由于{\displaystyle m(r)\,}和{\displaystyle \rho (r)\,}直接相关，这个方程揭示了星体的能量密度与辐射压力之间的联系。同时我们还需要星体的状态方程来确定一颗恒星所处的状态，通常情况下辐射压力是能量密度和熵的函数。这里我们只考虑熵很小可以忽略的状态，另外对于天体系统而言，状态方程通常具有幂指数的形式，从而有
{\displaystyle p=K\rho ^{\gamma }\,}
这里{\displaystyle K\,}和{\displaystyle \gamma \,}都是常数。
在一个简单的理想模型中，恒星可以是一个不可压缩的理想流体，从而它的能量密度在恒星内部总是常数，而在外部总是零，即
{\displaystyle \rho (r)={\begin{cases}\rho ,&r<R\\0,&r>R\end{cases}}}
根据积分关系可以进一步得到{\displaystyle m(r)\,}的形式
{\displaystyle m(r)={\begin{cases}{\frac {4}{3}}\pi r^{3}\rho ,&r<R\\{\frac {4}{3}}\pi R^{3}\rho =M,&r>R\end{cases}}}
将这个函数的形式代入流体静力学平衡方程并对{\displaystyle r\,}积分就得到了压力{\displaystyle p(r)\,}：
{\displaystyle p(r)=\rho \left[{\frac {R{\sqrt {R-2GM}}-{\sqrt {R^{3}-2GMr^{2}}}}{{\sqrt {R^{3}-2GMr^{2}}}-3R{\sqrt {R-2GM}}}}\right]\,}
再将它代入{\displaystyle rr\,}分量的爱因斯坦方程，从而可得到度规分量{\displaystyle g_{tt}=-e^{2\alpha (r)}\,}的形式：
{\displaystyle e^{\alpha (r)}={\frac {3}{2}}\left(1-{\frac {2GM}{R}}\right)^{1/2}-{\frac {1}{2}}\left(1-{\frac {2GMr^{2}}{R^{3}}}\right)^{1/2},\qquad r<R\,}
从压力的表达式{\displaystyle p(r)\,}中看出当{\displaystyle r\,}越小即越接近恒星内部中心压力就越大。当{\displaystyle r=0\,}时，恒星中心的压力为
{\displaystyle p(0)=\rho \left[{\frac {R{\sqrt {R-2GM}}-R{\sqrt {R}}}{R{\sqrt {R}}-3R{\sqrt {R-2GM}}}}\right]\,}
当{\displaystyle M={\frac {4}{9G}}R\,}时这个表达式的值为无穷大，而任何大于这个值的质量{\displaystyle M\,}在广义相对论中都没有对应的定态解。也就是说，当我们将一颗超过这个质量的恒星压缩到给定的半径{\displaystyle R\,}之内后，这颗恒星会不断地坍缩直到形成一个恆星黑洞。实际上，任何定态的球对称星体的质量都受到{\displaystyle M<{\frac {4}{9G}}R\,}这个关系的制约。
这种坍缩可能会因费米简并压力的存在而停止，即由于泡利不相容原理的存在，恒星的任意两个电子都拒绝继续接近，这种因电子简并压力而获得支撑自身引力的星体即是白矮星。而有些星体的质量过大以至超过了钱德拉塞卡极限（1.4倍太阳质量），电子的简并压力不足以平衡向内的引力坍缩，此时恒星的半径会进一步减小，电子和质子合并产生中子和中微子，这一过程叫做不可逆β衰变。最终中微子全部飘散，恒星坍缩成一颗依靠中子简并压力平衡引力并且典型半径只有10千米的中子星。中子星的光度非常低，但常常具有高速的角动量和高强度的磁场，这样的中子星被称作脉冲星，最早于1967年被发现。脉冲星所释放的电磁脉冲具有高度的方向性和规律性。关于描述中子星的状态方程人们至今还并未完全了解，但普遍认为质量过大的中子星没有一个稳定的态，它会在引力的作用下持续坍缩为一个黑洞，这个临界条件（大约在3-4倍太阳质量）叫做奥本海默-沃尔科夫极限。

### II型超新星的引力坍缩
II型超新星是大质量恒星引力坍缩的结果。尽管相关的理论研究已经长达三十余年，以及对超新星SN 1987A的观测取得了相当宝贵的成果，在超新星引力坍缩的理论研究中仍有很多部分和细节完全没有弄清楚，它们坍缩的细节有可能彼此之间存在很大差异。一般认为质量在9倍太阳质量以上大质量恒星在核聚变反应的最后阶段会产生铁元素的内核，其内核的坍缩速度可以达到每秒七万千米（约合0.23倍光速），这个过程会导致恒星的温度和密度发生急剧增长。内核的这一能量损失过程终止于向外简并压力与向内引力的彼此平衡。在光致蜕变的作用下，γ射线将铁原子分解为氦原子核并释放中子，同时吸收能量；而质子和电子则通过电子俘获过程（不可逆β衰变）合并，产生中子和逃逸的中微子。
在一颗典型的II型超新星中，新生成的中子核的初始温度可达一千亿开尔文，这是太阳核心温度的6000倍。 如此高的热量大部分都需要被释放，以形成一颗稳定的中子星，而这一过程能够通过进一步的中微子释放来完成。这些“热”中微子构成了涵盖所有味的中微子-反中微子对，并且在数量上是通过电子俘获形成的中微子的好几倍。大约1046焦耳的引力能量——约占星体剩余质量的10%——会转化成持续时间约10秒的中微子暴，这是这场事件的主要产物 。中微子暴会带走内核的能量并加速坍缩过程，而某些中微子则还有可能被恒星的外层物质吸收，为其后的超新星爆发提供能量
。
内核最终会坍缩为一个直径约为30千米的球体，而它的密度则与一个原子核的密度相当，其后坍缩会因核子间的强相互作用以及中子简并压力突然终止。向内坍缩的物质的运动由于突然被停止，物质会发生一定程度的反弹，由此会激发出向外传播的激波。计算机模拟的结果指出这种向外扩散的激波并不是导致超新星爆发的直接原因 ；实际上在内核的外层区域由于重元素的解体导致的能量消耗，激波存在的时间只有毫秒量级 。这就需要存在一种尚未了解的过程，能够使内核的外层区域重新获得大约1044焦耳的能量，从而形成可见的爆发。当前的相关研究主要集中在对于作为这一过程基础的中微子重新升温、自旋和磁场效应的组合研究。
当原始恒星的质量低于大约20倍太阳质量（取决于爆炸的强度以及爆炸后回落的物质总量），坍缩后的剩余产物是一颗中子星；对于高于这个质量的恒星，剩余质量由于超过奧本海默-沃爾科夫極限，会继续坍缩为一个黑洞（这种坍缩有可能是伽玛射线暴的产生原因之一，并且伴随着大量伽玛射线的放出在理论上也有可能产生再一次的超新星爆发），理论上出现这种情形的上限大约为40-50倍太阳质量。对于超过50倍太阳质量的恒星，一般认为它们会跳过超新星爆发的过程而直接坍缩为黑洞，不过这个极限由于模型的复杂性计算起来相当困难。但据最近的观测显示，质量极高的恒星（～150倍太阳质量）在形成II型超新星时很可能不需要铁核的存在，而其爆发可能具有另一种完全不同的理论机制。

## 引力坍缩中的引力辐射
由于超新星的引力坍缩并不是高度对称的，这一点已经在对超新星SN 1987A的观测中得到证实超新星的爆发很有可能是一种重要的引力波源，按照不同情况可分为三类。
在超新星引力坍缩开始后形成中子星的最初期（～0.1秒），这个新生的中子星处于高度不稳定的对流状态，同时它也是高温并且是非球对称的，处于一种“沸腾”的状态。这种沸腾能够使中心炽热的核物质（～1012开尔文）上升到中子星的表面，并被表面的中微子流冷却。理论上这一过程中非对称的中子星的自转会产生相当微弱的并具有周期性的引力辐射。据推测，这个过程中可能会产生大概在10个周期上的引力波，频率在100赫兹左右，强度在{\displaystyle 3\times 10^{-22}(30\mathrm {kpc} /r)\,}的量级（{\displaystyle r\,}是超新星到地球的距离）。这类事件由于有炽热的中微子流的存在，可以由中微子探测器与引力波探测器进行相关符合测量。
在超新星的引力坍缩过程中，转动会使坍缩的内核逐渐变得扁平，从而开始发生引力辐射。如果内核的角动量足够小以至于离心力不足以使坍缩在内核达到原子核的密度之前就停下，那么内核的坍缩、反弹以及之后发生的振荡很有可能是轴对称的。因此这期间会产生一种持续时间很短且无周期性的引力波的突发信号（burst），并伴随有电子俘获和中微子输运的过程。但引力辐射的波形和振幅都很难从理论上预测，现在只有数值模拟的方法。这种突发信号可能频带很宽，中心频率在1千赫兹；或者有可能是在200赫兹到10千赫兹之间任意一个频率的周期性啁啾信号。理论上估计如果其发射的能量要大于0.01倍太阳质量，现在的地面探测器则有可能观测到发生在室女座星系团之内的这类事件。但事实上数值模拟的结果显示这部分引力辐射的能量非常少，一般认为辐射能量不会超过超新星总质量的{\displaystyle 10^{-6}\,}，相应的强度在{\displaystyle 3\times 10^{-21}(30\mathrm {kpc} /r)\,}的量级之下，这对于现在的地面引力波探测器LIGO和VIRGO而言将无法探测到本星系群以外的此类事件。
如果在坍缩过程中内核的角动量足够大以至于它能使坍缩在内核达到原子核的密度之前就停下，则这过程中产生的动态不稳定性有可能破坏内核的轴对称性。内核有可能形成一种自转的棒状结构，并有可能碎裂成更多大质量的碎块。这个过程所形成的引力波强度有可能可以与双中子星旋近时的引力波强度相媲美。这种强度的引力波信号可以被现在的和探测至室女座星系团之内（超新星爆发几率为每年几次），并有可能在下一代探测器中延伸到超新星爆发几率为每年几万次的范围。